# Maria Luísa van Zeller
Maria Luísa de Saldanha da Gama Van Zeller (Lisboa, 16 de Dezembro de 1906 - 4 de Março de 1983) foi uma médica e política portuguesa, com uma carreira significativa na área dos cuidados materno-infantis durante o Estado Novo. Foi a primeira mulher diretora-geral da Saúde, de 1963 a 1971.

## Biografia
Licenciou-se pela Faculdade de Medicina da Universidade de Lisboa em 1932. 
Foi médica interna dos Hospitais Civis de Lisboa, assistente no I.P.O., diretora do Instituto Maternal e diretora da Maternidade Alfredo da Costa. Foi comissária-adjunta da Mocidade Portuguesa Feminina, em 1938, membro da Comissão Executiva da Obra das Mães pela Educação Nacional. Entre 1963 e 1971, foi subdiretora e posteriormente Diretora-Geral de Saúde. 
Foi, ainda, membro do Conselho de Acção Social e deputada da Assembleia Nacional de 1938 até 1949.
Residiu, durante muitos anos, no n.º 19 da Rua Alexandre Herculano, em Lisboa.

## Obras
- Orientação Técnica e Administrativa dos Meios de Defesa Materno-Infantil. In II CONGRESSO DA UNIÃO NACIONAL – II Congresso da União Nacional:Resumos das Teses da 17ª Secção. Lisboa: Casa Portuguesa, [1967], p. 19.
- Assistência Materno-Infantil em Portugal: Princípios e Realizações, p. 67.
- Maria Luísa Van Zeller [et al.] – Programa Nacional de Vacinação (P.N.V.). Lisboa: Sociedade Tipográfica Ldª, 1968, p. 53.